# Pouzolzia pringlei
Pouzolzia pringlei är en nässelväxtart som beskrevs av Jesse More Greenman. Pouzolzia pringlei ingår i släktet Pouzolzia och familjen nässelväxter. Inga underarter finns listade i Catalogue of Life.